# Runjani
Runjani (izvirno srbsko Руњани) je naselje v Srbiji, ki upravno spada pod Mesto Loznica; slednje pa je del Mačvanskega upravnega okraja.

## Demografija
V naselju živi 1992 polnoletnih prebivalcev, pri čemer je njihova povprečna starost 38,3 let (37,5 pri moških in 39,2 pri ženskah). Naselje ima 798 gospodinjstev, pri čemer je povprečno število članov na gospodinjstvo 3,16.
To naselje je, glede na rezultate popisa iz leta 2002, večinoma srbsko, a v času zadnjih 3 popisov je opazen porast števila prebivalcev.
|  |

| Demografija | Demografija     | Demografija     |
| Leto        | Št. prebivalcev | Št. prebivalcev |
| ----------- | --------------- | --------------- |
|             |                 |                 |
|             |                 |                 |
|             |                 |                 |
|             |                 |                 |
| 1948        | 1583            |                 |
| 1953        | 1707            |                 |
| 1961        | 1811            |                 |
| 1971        | 1850            |                 |
| 1981        | 2131            |                 |
| 1991        | 2447            | 2343            |
| 2002        | 2750            | 2525            |
|             |                 |                 |

| Etnična sestava po popisu iz leta 2002 | Etnična sestava po popisu iz leta 2002 | Etnična sestava po popisu iz leta 2002 | Etnična sestava po popisu iz leta 2002 | Etnična sestava po popisu iz leta 2002 |
| -------------------------------------- | -------------------------------------- | -------------------------------------- | -------------------------------------- | -------------------------------------- |
| Srbi                                   | Srbi                                   |                                        | 2.501                                  | 99,04%                                 |
| Jugoslovani                            | Jugoslovani                            |                                        | 3                                      | 0,11%                                  |
| Madžari                                | Madžari                                |                                        | 2                                      | 0,07%                                  |
| Čehi                                   | Čehi                                   |                                        | 1                                      | 0,03%                                  |
| Črnogorci                              | Črnogorci                              |                                        | 1                                      | 0,03%                                  |
| Slovenci                               | Slovenci                               |                                        | 1                                      | 0,03%                                  |
| Rusi                                   | Rusi                                   |                                        | 1                                      | 0,03%                                  |
| Muslimani                              | Muslimani                              |                                        | 1                                      | 0,03%                                  |
| Neznano                                | Neznano                                |                                        | 9                                      | 0,35%                                  |